# Saison 1963-1964 de la Juventus FC
Maillots
Chronologie
Saison précédente Saison suivante
La saison 1963-1964 de la Juventus Football Club est la soixante-et-unième de l'histoire du club, créé soixante-sept ans plus tôt en 1897.
L'équipe turinoise prend part ici lors de cette saison à la 62e édition du championnat d'Italie (33e de Serie A), à la 16e édition de la Coupe d'Italie (en italien Coppa Italia), ainsi qu'à la 6e édition de la Coupe des villes de foires.

## Historique

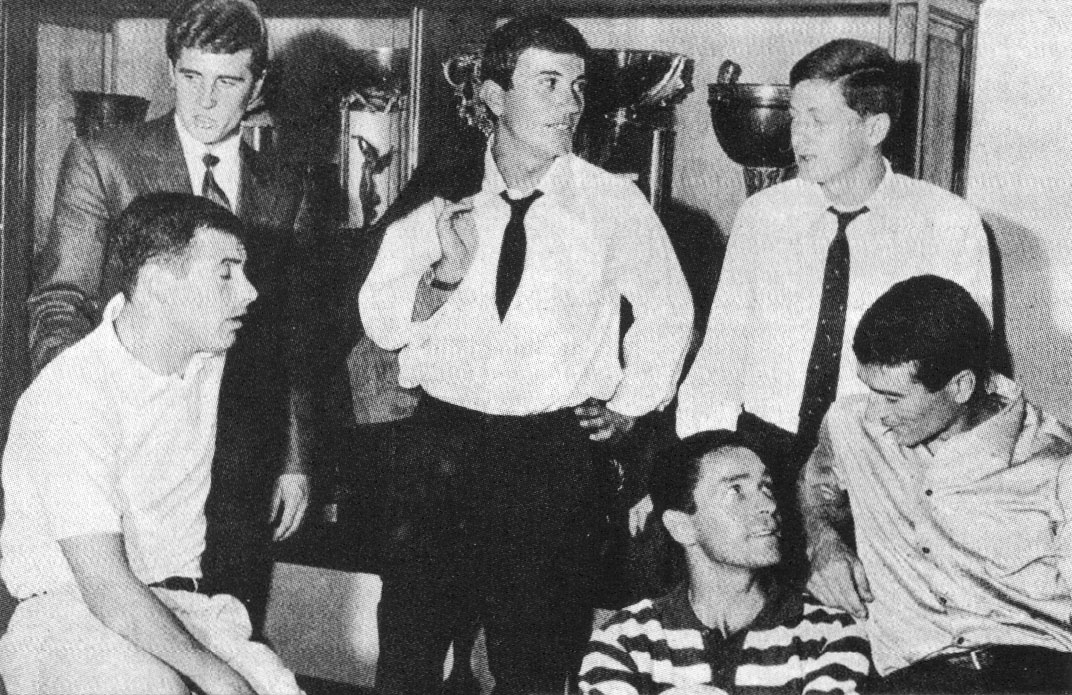
Sarti, Stacchini et Sacco, avec de nouveaux bianconeri Dell'Omodarme, Da Costa et Gori, réunis en juillet 1963 avant la retraite d'été.

Vice-championne lors de la saison précédente, la Juventus Football Club, avec toujours le même duo Vittore Catella (président)-Paulo Amaral (entraîneur), semble cette année bien partie pour rester sur le podium.
L'effectif de cette saison ne subit que peu de changements, le club n'enregistrant que quelques arrivées pour son nouveau recrutement, comme le retour au club du gardien de but Luigi Ferrero, l'arrivée de l'oriundo brésilien Dino Da Costa au milieu, et les arrivées de Silvino Bercellino et du brésilien Nené en attaque. Le capitaine du club au cours des deux saisons précédentes, Emoli, est remplacé par le « fantasque et lunatique » Omar Sívori qui porte désormais le brassard.
Une innovation a lieu au cours de cette saison, où l'hymne officiel du club (composé par l'ancien président du club Corrado Corradini en 1915) est désormais chanté par les joueurs juventini avant chaque match à domicile au Stadio Comunale, :

« 

Juventus, Juventus,

la squadra dei grandi sei tu

che non tramonta più.

La gioventù, di cui portiamo il nome,

ci pulsa appien nei muscoli e nel cuor

sappiam goder ma pur sappiamo come

si debba oprar sui campi dell'onor.
[...]
Noi riderem di quei vecchioni

nel nome della gioventù

eternerem le tradizioni

del Club che non tramonta più! »

— Hymne du Foot-Ball Club Juventus en 1915.

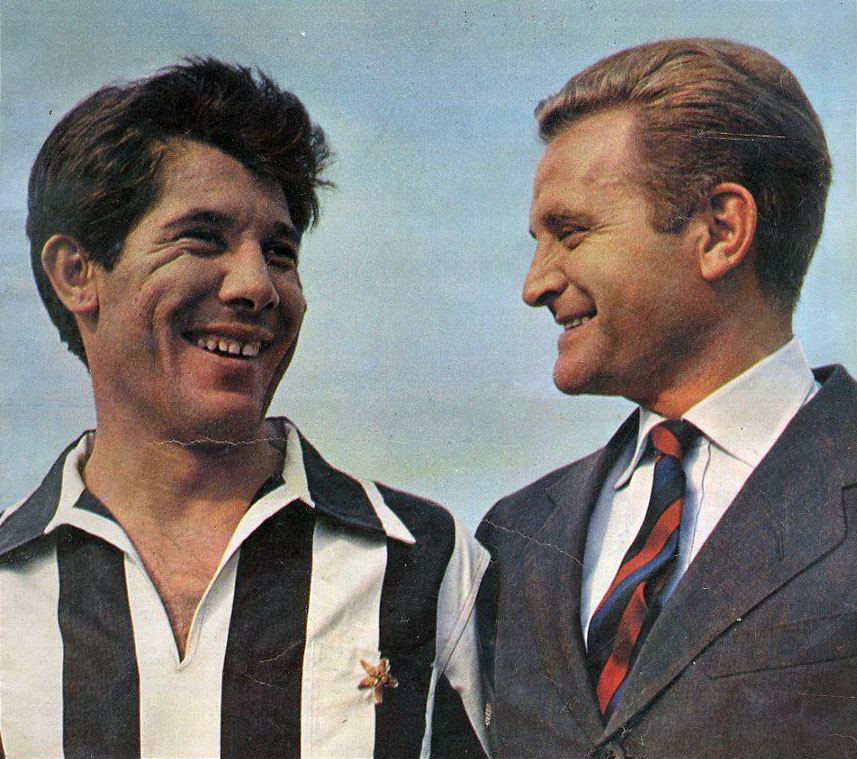
Le nouveau capitaine juventino Sívori et le jeune cadre des Turinois Boniperti

C'est donc à la fin de l'été 1963 (année où décède l'un des treize fondateurs du club, le mythique Carlo Vittorio Varetti) que la Juve commence sa saison avec la Serie A.
Pour sa première rencontre, les bianconeri frappent d'entrée en s'imposant à domicile 3-1 contre le SPAL le dimanche 15 septembre 1963 (grâce à un doublé de Sívori ainsi qu'un but de Dell'Omodarme). Deux journées plus tard, les piémontais écrasent chez eux le promu Bari par 4 buts à rien (buts de Da Costa, Sívori (doublé) et Nené), avant d'ensuite enchaîner avec 3 matchs sans défaites.
Le 3 octobre, l'entraîneur brésilien du club Paulo Amaral quitte le club pour être remplacé par l'italien et ex-gloire internationale Eraldo Monzeglio.
Lors de la 7e journée, les juventini subissent une lourde défaite 3 à 0 contre l'Atalanta, mais se rattrape la semaine suivante en remportant 3-1 son derby della Mole contre le Torino au Stadio Comunale (réalisations de Nené, Del Sol et Sívori). S'ensuivent ensuite deux matchs nuls ainsi que deux victoires, et ce notamment jusqu'au 22 décembre et le succès écrasant de la Madama sur son ennemi milanais de l'Inter par 4 à 1 (avec des buts de Burgnich contre son camp, Del Sol sur doublé, et de Menichelli).
L'élection du Ballon d'or 1963 a cette année lieu le 17 décembre 1963, où figure dans le classement final un seul juventino, l'ex-vainqueur de l'épreuve Omar Sívori, qui termine à la 13e place avec 3 points.
Deux semaines plus tard, pour la première partie de l'année 1964, la Juve est défaite 2-0 au Stadio Cibali contre Catane, mais remporte le 26 janvier une brillante victoire 3 buts à 1 contre le SPAL pour le premier match des phases retour (doublé de Menichelli et but de Sívori). Les bianconeri alternent ensuite entre victoires et défaites, à coup de succès compliqués sur le fil, et ce jusqu'à la 30e journée et un large succès 4-1 contre le Lanerossi Vicence (grâce aux doublés de Menichelli et Nené). Mais ce sursaut d'orgueil ne fut pas suffisant, la Juventus terminant sa saison avec pour ses 4 derniers matchs deux défaites, un match nul et une victoire.
Finalement, le mince bilan de 14 succès pour 10 nuls et autant de défaites ne donnèrent que 38 points à la Juventus FC, synonyme de 5e place, le club n'accrochant même pas l'Europe.

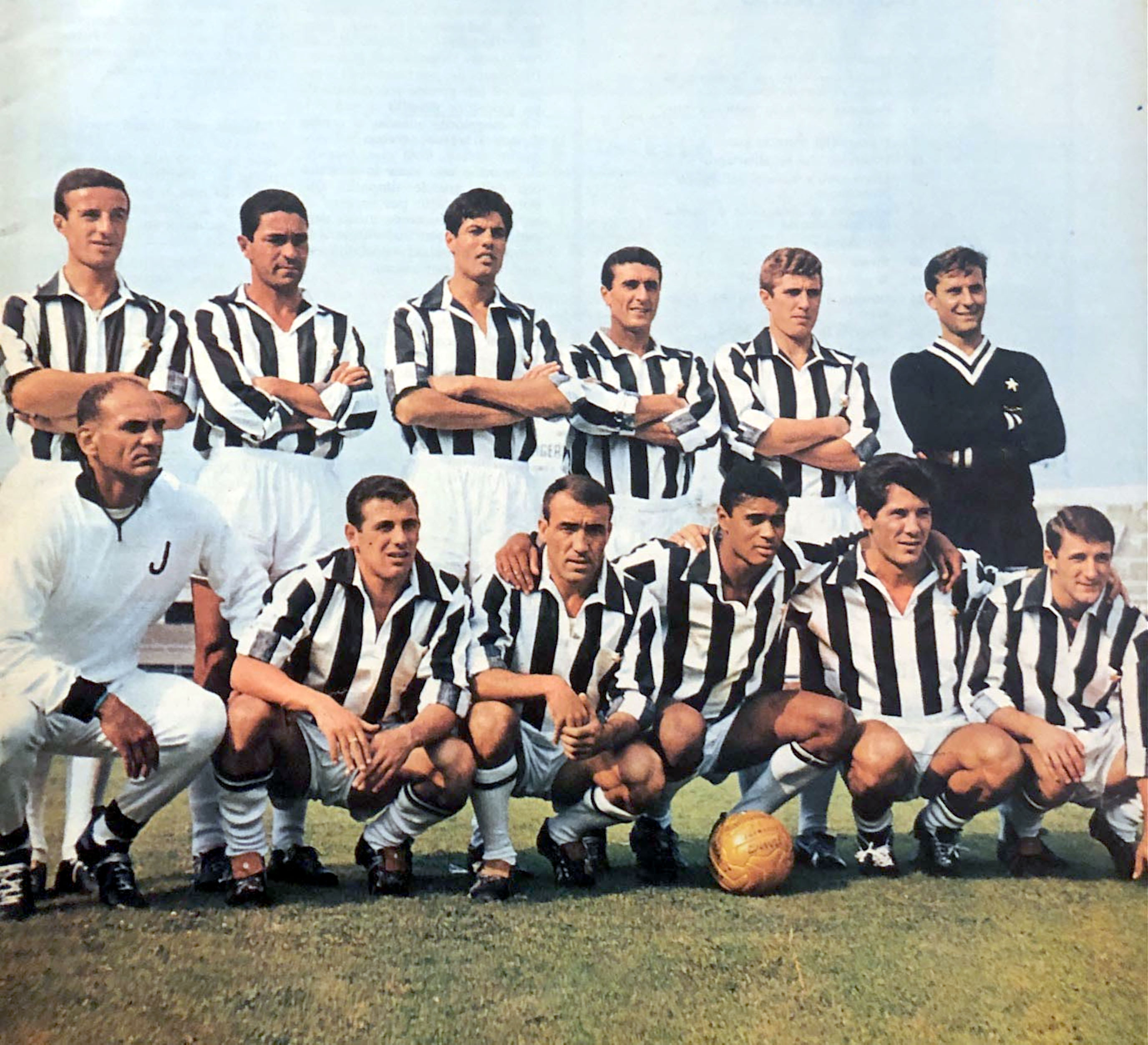
Les bianconeri au 5e rang en Serie A, et éliminé en demi-finale de la Coupe d'Italie et en 4e-de-finale de la Coupe des villes de foires.

Fort d'un premier titre continental acquis la saison dernière avec la Coupe des Alpes, la Vecchia Signora a cette saison rendez-vous avec la prestigieuse Coupe des villes de foires 1963-1964 (ancêtre de la Ligue Europa), compétition à laquelle elle participe pour la première fois de son histoire.
Le 2 octobre, les turinois jouent leur premier 16e-de-finale contre les yougoslaves de l'OFK Belgrade, qu'ils finissent pas battre 2-1 (avec Nené et Zigoni comme buteurs), avant d'être à leur tour battus sur le même score à Belgrade au tour suivant (but juventino de Stacchini). Le match d'appui devant départager les deux formations voit finalement la Juve vainqueur sur le plus petit des scores grâce à un but de Menichelli. Le niveau se relève au tour suivant et les Italiens se retrouvent face aux Espagnols de l'Atlético Madrid qui finissent par être battus à Turin grâce à un but de Stacchini. Le match retour ayant lieu à Santiago-Bernabéu devant près de 50 000 spectateurs voit à nouveau la Juventus remporter la partie par 2 buts à 1 (avec des buts de Dell'Omodarme et de Menichelli), qualifiant l'équipe pour le tour suivant. Le 29 janvier 1964, les bianconeri s'inclinent contre le club espagnol du Real Saragosse chez eux par 3 à 2 (malgré des buts juventini de Menichelli sur penalty et Dell'Omodarme), puis ne parvient pas à arracher la qualification pour le dernier carré, les deux formations se séparant sur un score vierge au match retour.
Mais le club de Turin peut également se rattraper cette saison avec la Coppa Italia démarrant pour le club dès les quarts-de-finale, où la Vieille Dame ne manqua pas de s'illustrer en frappant un grand coup grâce à sa victoire 4-1 contre Bologne (buts de Bercellino II, Sívori et Menichelli sur doublé) le 10 juin 1964. Malheureusement pour les bianconeri, ils ne purent rejoindre la finale, éliminés au tour suivant par leur voisins et ennemis du Torino sur le score de 2 à 0.
Au mois de juin, Luis del Sol participe à l'Euro 1964 avec l'équipe d'Espagne que sa sélection finit par remporter, del Sol devenant alors le premier joueur juventino à remporter un Championnat d'Europe de football (appelé à l'époque Coupe d'Europe des nations).
Au cours de cette nouvelle saison, la Juve n'a finalement pas su confirmer les attentes placées en elle, manquant de réalisme, surtout offensif (le meilleur buteur bianconero de la saison, Omar Sívori, n'en étant qu'à 14 buts marqués).

## Déroulement de la saison

### Résultats en championnat
- Phase aller

| dimanche 15 septembre 1963 1re journée | Juventus                           | 3 - 1 | SPAL        | Stadio Comunale, Turin 15h30 Arbitre : Righi |
| dimanche 15 septembre 1963 1re journée | Sívori 18e 49e · Dell'Omodarme 88e |       | 70e Micheli | Stadio Comunale, Turin 15h30 Arbitre : Righi |

| dimanche 22 septembre 1963 2e journée | Modène      | 1 - 0 | Juventus | Stadio Alberto Braglia, Modène 15h30 Arbitre : Francescon |
| dimanche 22 septembre 1963 2e journée | Merighi 28e |       |          | Stadio Alberto Braglia, Modène 15h30 Arbitre : Francescon |

| mercredi 25 septembre 1963 3e journée | Juventus                                       | 4 - 0 | Bari | Stadio Comunale, Turin 20h00 Arbitre : Varazzani |
| mercredi 25 septembre 1963 3e journée | Da Costa 8e · Sívori 32e (pen.) 89e · Nené 66e |       |      | Stadio Comunale, Turin 20h00 Arbitre : Varazzani |

| dimanche 29 septembre 1963 4e journée | Sampdoria | 0 - 2                        | Juventus | Stade Luigi-Ferraris, Gênes 15h30 Arbitre : Jonni |
| dimanche 29 septembre 1963 4e journée |           | 1re (pen.) Sívori · 15e Nené |          | Stade Luigi-Ferraris, Gênes 15h30 Arbitre : Jonni |

| dimanche 6 octobre 1963 5e journée | Juventus | 1 - 1 | Fiorentina  | Stadio Comunale, Turin 15h00 Arbitre : Adami |
| dimanche 6 octobre 1963 5e journée | Nené 28e |       | 63e Maschio | Stadio Comunale, Turin 15h00 Arbitre : Adami |

| dimanche 20 octobre 1963 6e journée | Juventus                    | 3 - 1 | Roma       | Stadio Comunale, Turin 15h00 Arbitre : Jonni |
| dimanche 20 octobre 1963 6e journée | Da Costa 14e · Nené 37e 80e |       | 41e Schütz | Stadio Comunale, Turin 15h00 Arbitre : Jonni |

| mercredi 23 octobre 1963 7e journée | Atalanta                                   | 3 - 0 | Juventus | Stadio Atleti Azzurri d'Italia, Bergame 20h45 Arbitre : Marchese |
| mercredi 23 octobre 1963 7e journée | Calvanese 25e · Domenghini 39e · Milan 88e |       |          | Stadio Atleti Azzurri d'Italia, Bergame 20h45 Arbitre : Marchese |

| dimanche 27 octobre 1963 8e journée | Juventus                           | 3 - 1 | Torino       | Stadio Comunale, Turin 14h30 58 000 spectateurs Arbitre : Gambarotta |
| dimanche 27 octobre 1963 8e journée | Nené 3e · Del Sol 29e · Sívori 32e |       | 87e Hitchens | Stadio Comunale, Turin 14h30 58 000 spectateurs Arbitre : Gambarotta |

| dimanche 17 novembre 1963 10e journée | Juventus                    | 2 - 2 | Mantoue                        | Stadio Comunale, Turin 14h30 Arbitre : D'Agostini |
| dimanche 17 novembre 1963 10e journée | Del Sol 24e · Stacchini 45e |       | 84e Mazzero · 87e Schnellinger | Stadio Comunale, Turin 14h30 Arbitre : D'Agostini |

| dimanche 24 novembre 1963 11e journée | Milan                    | 2 - 2 | Juventus              | Stadio San Siro, Milan 14h30 Arbitre : Sbardella |
| dimanche 24 novembre 1963 11e journée | Mora 34e · Fortunato 80e |       | 55e Nené · 70e Sívori | Stadio San Siro, Milan 14h30 Arbitre : Sbardella |

| dimanche 1er décembre 1963 12e journée | Juventus              | 2 - 1 | Messine       | Stadio Comunale, Turin 14h30 Arbitre : Genel |
| dimanche 1er décembre 1963 12e journée | Sívori 47e 59e (pen.) |       | 49e Brambilla | Stadio Comunale, Turin 14h30 Arbitre : Genel |

| dimanche 8 décembre 1963 13e journée | Lanerossi Vicence | 0 - 1          | Juventus | Stadio Romeo Menti, Vicence 14h30 Arbitre : Jonni |
| dimanche 8 décembre 1963 13e journée |                   | 67e Menichelli |          | Stadio Romeo Menti, Vicence 14h30 Arbitre : Jonni |

| dimanche 22 décembre 1963 14e journée | Juventus                                              | 4 - 1 | Inter     | Stadio Comunale, Turin 14h30 Arbitre : De Marchi |
| dimanche 22 décembre 1963 14e journée | Burgnich 20e (csc) · Del Sol 39e 41e · Menichelli 90e |       | 4e Milani | Stadio Comunale, Turin 14h30 Arbitre : De Marchi |

| dimanche 29 décembre 1963 15e journée | Bologne                      | 2 - 1 | Juventus   | Stadio Comunale, Bologne 14h30 Arbitre : Francescon |
| dimanche 29 décembre 1963 15e journée | Nielsen 37e · Bulgarelli 50e |       | 76e Sívori | Stadio Comunale, Bologne 14h30 Arbitre : Francescon |

| dimanche 5 janvier 1964 16e journée | Catane                     | 2 - 0 | Juventus | Stadio Cibali, Catane 14h30 Arbitre : Marchese |
| dimanche 5 janvier 1964 16e journée | Miranda 40e · Lampredi 64e |       |          | Stadio Cibali, Catane 14h30 Arbitre : Marchese |

| dimanche 12 janvier 1964 17e journée | Juventus | 0 - 0 | Genoa | Stadio Comunale, Turin 14h30 Arbitre : De Robbio |
| dimanche 12 janvier 1964 17e journée |          |       |       | Stadio Comunale, Turin 14h30 Arbitre : De Robbio |

| dimanche 19 janvier 1964 9e journée | Lazio | 0 - 2                         | Juventus | Stadio Olimpico, Rome 14h30 Arbitre : De Marchi |
| dimanche 19 janvier 1964 9e journée |       | 50e (csc) Mazzia · 82e Sívori |          | Stadio Olimpico, Rome 14h30 Arbitre : De Marchi |

- Phase retour

| dimanche 26 janvier 1964 18e journée | SPAL        | 1 - 3 | Juventus                        | Stadio Comunale, Ferrare 14h30 Arbitre : D'Agostini |
| dimanche 26 janvier 1964 18e journée | Micheli 82e |       | 31e 70e Menichelli · 74e Sívori | Stadio Comunale, Ferrare 14h30 Arbitre : D'Agostini |

| dimanche 2 février 1964 19e journée | Juventus | 0 - 0 | Modène | Stadio Comunale, Turin 14h30 Arbitre : Angonese |
| dimanche 2 février 1964 19e journée |          |       |        | Stadio Comunale, Turin 14h30 Arbitre : Angonese |

| dimanche 9 février 1964 20e journée | Bari        | 1 - 1 | Juventus   | Stadio della Vittoria, Bari 15h00 Arbitre : Rigato |
| dimanche 9 février 1964 20e journée | Vanzini 42e |       | 39e Sívori | Stadio della Vittoria, Bari 15h00 Arbitre : Rigato |

| dimanche 16 février 1964 21e journée | Juventus     | 1 - 0 | Sampdoria | Stadio Comunale, Turin 15h00 Arbitre : Genel |
| dimanche 16 février 1964 21e journée | Da Costa 28e |       |           | Stadio Comunale, Turin 15h00 Arbitre : Genel |

| dimanche 23 février 1964 22e journée | Fiorentina               | 2 - 1 | Juventus    | Stadio Comunale, Florence 15h00 Arbitre : Marchese |
| dimanche 23 février 1964 22e journée | Pirovano 8e · Hamrin 40e |       | 67e Del Sol | Stadio Comunale, Florence 15h00 Arbitre : Marchese |

| dimanche 1er mars 1964 23e journée | Roma        | 1 - 2 | Juventus          | Stadio Olimpico, Rome 15h00 Arbitre : Lo Bello |
| dimanche 1er mars 1964 23e journée | Sormani 85e |       | 16e 72e Stacchini | Stadio Olimpico, Rome 15h00 Arbitre : Lo Bello |

| dimanche 8 mars 1964 24e journée | Juventus | 0 - 0 | Atalanta | Stadio Comunale, Turin 15h00 Arbitre : Sbardella |
| dimanche 8 mars 1964 24e journée |          |       |          | Stadio Comunale, Turin 15h00 Arbitre : Sbardella |

| dimanche 15 mars 1964 25e journée | Torino | 0 - 0 | Juventus | Stadio Comunale, Turin 15h00 35 000 spectateurs Arbitre : Campanati |
| dimanche 15 mars 1964 25e journée |        |       |          | Stadio Comunale, Turin 15h00 35 000 spectateurs Arbitre : Campanati |

| dimanche 22 mars 1964 26e journée | Juventus | 0 - 3                                   | Lazio | Stadio Comunale, Turin 15h00 Arbitre : Jonni |
| dimanche 22 mars 1964 26e journée |          | 3e Landoni · 27e Maraschi · 43e Morrone |       | Stadio Comunale, Turin 15h00 Arbitre : Jonni |

| dimanche 29 mars 1964 27e journée | Mantoue     | 1 - 1 | Juventus | Stadio Danilo Martelli, Mantoue 15h00 Arbitre : Roversi |
| dimanche 29 mars 1964 27e journée | Recagni 80e |       | 33e Nené | Stadio Danilo Martelli, Mantoue 15h00 Arbitre : Roversi |

| dimanche 5 avril 1964 28e journée | Juventus          | 1 - 2 | Milan            | Stadio Comunale, Turin 15h30 Arbitre : Francescon |
| dimanche 5 avril 1964 28e journée | Bercellino II 74e |       | 70e 83e Amarildo | Stadio Comunale, Turin 15h30 Arbitre : Francescon |

| dimanche 19 avril 1964 29e journée | Messine          | 1 - 0 | Juventus | Stadio Giovanni Celeste, Messine 15h30 Arbitre : D'Agostini |
| dimanche 19 avril 1964 29e journée | Caocci 80e (csc) |       |          | Stadio Giovanni Celeste, Messine 15h30 Arbitre : D'Agostini |

| dimanche 26 avril 1964 30e journée | Juventus                                 | 4 - 1 | Lanerossi Vicence  | Stadio Comunale, Turin 15h30 Arbitre : Varazzani |
| dimanche 26 avril 1964 30e journée | Menichelli 51e 62e · Nené 69e 78e (pen.) |       | 60e (pen.) Vinício | Stadio Comunale, Turin 15h30 Arbitre : Varazzani |

| dimanche 3 mai 1964 31e journée | Inter      | 1 - 0 | Juventus | Stadio San Siro, Milan 16h00 Arbitre : Lo Bello |
| dimanche 3 mai 1964 31e journée | Milani 47e |       |          | Stadio San Siro, Milan 16h00 Arbitre : Lo Bello |

| dimanche 17 mai 1964 32e journée | Juventus | 0 - 0 | Bologne | Stadio Comunale, Turin 16h00 Arbitre : Jonni |
| dimanche 17 mai 1964 32e journée |          |       |         | Stadio Comunale, Turin 16h00 Arbitre : Jonni |

| dimanche 24 mai 1964 33e journée | Juventus                                                             | 4 - 2 | Catane                    | Stadio Comunale, Turin 16h00 Arbitre : Orlando |
| dimanche 24 mai 1964 33e journée | Bicchierai 29e (csc) · Stacchini 56e · Del Sol 63e · Nené 76e (pen.) |       | 1re Danova · 4e Battaglia | Stadio Comunale, Turin 16h00 Arbitre : Orlando |

| dimanche 31 mai 1964 34e journée | Genoa                           | 3 - 1 | Juventus | Stade Luigi-Ferraris, Gênes 16h00 Arbitre : Ferrari |
| dimanche 31 mai 1964 34e journée | Locatelli 34e 71e · Fossati 87e |       | 74e Gori | Stade Luigi-Ferraris, Gênes 16h00 Arbitre : Ferrari |

#### Classement
|  |    | Classement final 1963-1964 | Pts | MJ | V  | N  | D  | BP | BC | Dif |
|  | -- | -------------------------- | --- | -- | -- | -- | -- | -- | -- | --- |
|  | 1. | Bologne                    | 54  | 34 | 22 | 10 | 2  | 55 | 18 | +37 |
|  | 2. | Inter                      | 54  | 34 | 23 | 8  | 3  | 54 | 21 | +33 |
|  | 3. | Milan                      | 51  | 34 | 21 | 9  | 4  | 58 | 28 | +30 |
|  | 4. | Fiorentina                 | 38  | 34 | 14 | 10 | 10 | 43 | 27 | +16 |
|  | 5. | Juventus                   | 38  | 34 | 14 | 10 | 10 | 49 | 37 | +12 |

### Résultats en coupe
- Quarts-de-finale

| mercredi 10 juin 1964 | Juventus                                            | 4 - 1 | Bologne   | Stadio Comunale, Turin Arbitre : Angonese |
| mercredi 10 juin 1964 | Bercellino II 11e · Sívori 30e · Menichelli 39e 46e |       | 42e Renna | Stadio Comunale, Turin Arbitre : Angonese |

- Demi-finale

| dimanche 14 juin 1964 | Torino                          | 2 - 0 | Juventus | Stadio Comunale, Turin 21h30 28 917 spectateurs Arbitre : De Marchi |
| dimanche 14 juin 1964 | Hitchens 15e · Peiró 60e (pen.) |       |          | Stadio Comunale, Turin 21h30 28 917 spectateurs Arbitre : De Marchi |

### Résultats en coupe des villes de foires
- 16e-de-finale

| mercredi 2 octobre 1963 Match aller | Juventus              | 2 - 1 | OFK Belgrade | Stadio Comunale, Turin 21h30 Arbitre : Kandlbinder |
| mercredi 2 octobre 1963 Match aller | Nené 35e · Zigoni 52e |       | 39e Gugleta  | Stadio Comunale, Turin 21h30 Arbitre : Kandlbinder |

| mercredi 16 octobre 1963 Match retour | OFK Belgrade              | 2 - 1 | Juventus      | Omladinski stadion, Belgrade 17h30 Arbitre : Emsberger |
| mercredi 16 octobre 1963 Match retour | Gugleta 76e · Milošev 83e |       | 61e Stacchini | Omladinski stadion, Belgrade 17h30 Arbitre : Emsberger |

| mercredi 13 novembre 1963 Match de barrage | Juventus       | 1 - 0 | OFK Belgrade | Stadio Giuseppe Grezar, Trieste 15h30 Arbitre : Dienst |
| mercredi 13 novembre 1963 Match de barrage | Menichelli 83e |       |              | Stadio Giuseppe Grezar, Trieste 15h30 Arbitre : Dienst |

- 8e-de-finale

| mercredi 24 décembre 1963 Match aller | Juventus      | 1 - 0 | Atlético Madrid | Stadio Comunale, Turin 15h30 7000 spectateurs Arbitre : Monastiriotis |
| mercredi 24 décembre 1963 Match aller | Stacchini 30e |       |                 | Stadio Comunale, Turin 15h30 7000 spectateurs Arbitre : Monastiriotis |

| mercredi 1er janvier 1964 Match retour | Atlético Madrid | 1 - 2 | Juventus                         | Estadio Santiago Bernabéu, Madrid 16h30 50 000 spectateurs Arbitre : Tschenscher |
| mercredi 1er janvier 1964 Match retour | Beitia 64e      |       | 5e Dell'Omodarme · 9e Menichelli | Estadio Santiago Bernabéu, Madrid 16h30 50 000 spectateurs Arbitre : Tschenscher |

- Quarts-de-finale

| mercredi 29 janvier 1964 Match aller | Real Saragosse                        | 3 - 2 | Juventus                                  | La Romareda, Saragosse 28 000 spectateurs Arbitre : Wharton |
| mercredi 29 janvier 1964 Match aller | Isasi 10e · Marcelino 57e · Villa 60e |       | 70e (pen.) Menichelli · 87e Dell'Omodarme | La Romareda, Saragosse 28 000 spectateurs Arbitre : Wharton |

| mercredi 12 février 1964 Match retour | Juventus | 0 - 0 | Real Saragosse | Stadio Comunale, Turin 15h30 14 000 spectateurs Arbitre : Kainer |
| mercredi 12 février 1964 Match retour |          |       |                | Stadio Comunale, Turin 15h30 14 000 spectateurs Arbitre : Kainer |

### Matchs amicaux
| dimanche 18 août 1963 | Coni | 0 - 7            | Juventus |  |
| dimanche 18 août 1963 |      | Buteurs inconnus |          |  |

| dimanche 25 août 1963 | Biellese | 0 - 2            | Juventus |  |
| dimanche 25 août 1963 |          | Buteurs inconnus |          |  |

| jeudi 29 août 1963 | Juventus         | 2 - 1 | Torino         | Turin |
| jeudi 29 août 1963 | Buteurs inconnus |       | Buteur inconnu | Turin |

| mercredi 4 septembre 1963 | Bologne        | 1 - 1 | Juventus       |  |
| mercredi 4 septembre 1963 | Buteur inconnu |       | Buteur inconnu |  |

| mercredi 11 septembre 1963 | Roma             | 3 - 1 | Juventus       |  |
| mercredi 11 septembre 1963 | Buteurs inconnus |       | Buteur inconnu |  |

| mercredi 6 novembre 1963 | Cossato          | 3 - 12 | Juventus         |  |
| mercredi 6 novembre 1963 | Buteurs inconnus |        | Buteurs inconnus |  |

| mercredi 27 novembre 1963 | Juventus         | 2 - 1 | River Plate    |  |
| mercredi 27 novembre 1963 | Buteurs inconnus |       | Buteur inconnu |  |

| mercredi 22 janvier 1964 | Novare         | 1 - 2 | Juventus         |  |
| mercredi 22 janvier 1964 | Buteur inconnu |       | Buteurs inconnus |  |

| jeudi 19 mars 1964 | Juventus         | 3 - 0 | Örgryte IS |  |
| jeudi 19 mars 1964 | Buteurs inconnus |       |            |  |

| mercredi 8 avril 1964 | Leeds United   | 1 - 1 | Juventus       |  |
| mercredi 8 avril 1964 | Buteur inconnu |       | Buteur inconnu |  |

| jeudi 7 mai 1964 | Juventus         | 3 - 3 | Cardiff City     |  |
| jeudi 7 mai 1964 | Buteurs inconnus |       | Buteurs inconnus |  |

| mercredi 20 mai 1964 | Pro Vercelli   | 1 - 6 | Juventus         |  |
| mercredi 20 mai 1964 | Buteur inconnu |       | Buteurs inconnus |  |

| jeudi 28 mai 1964 | Cesena         | 1 - 1 | Juventus       |  |
| jeudi 28 mai 1964 | Buteur inconnu |       | Buteur inconnu |  |

#### Trofeo Lanza di Trabia
| dimanche 8 septembre 1963 | Milan            | 4 - 2 | Juventus         |  |
| dimanche 8 septembre 1963 | Buteurs inconnus |       | Buteurs inconnus |  |

#### Coppa Città di Torino
| vendredi 19 juin 1964 | Juventus       | 1 - 0 | Étoile rouge de Belgrade |  |
| vendredi 19 juin 1964 | Buteur inconnu |       |                          |  |

| mercredi 24 juin 1964 | Juventus         | 4 - 1 | Torino         | Turin |
| mercredi 24 juin 1964 | Buteurs inconnus |       | Buteur inconnu | Turin |

## Effectif du club
Effectif des joueurs de la Juventus Football Club lors de la saison 1963-1964.

## Buteurs
Voici ici les buteurs de la Juventus Football Club toutes compétitions confondues.
| 14 buts - Omar Sívori 12 buts - Nené 11 buts - Giampaolo Menichelli 6 buts - Luis del Sol - Gino Stacchini | 3 buts - Dino Da Costa - Carlo Dell'Omodarme 2 buts - Silvino Bercellino 1 but - Adolfo Gori - Gianfranco Zigoni |